# Coppa Agostoni 1970
La Coppa Agostoni 1970, ventiquattresima edizione della corsa, si svolse il 7 agosto 1970 su un percorso di 233 km. La vittoria fu appannaggio del belga Eddy Merckx, che completò il percorso in 5h37'00", precedendo gli italiani Costantino Conti e Marino Basso.

## Ordine d'arrivo (Top 10)
| Pos. | Corridore           | Squadra       | Tempo    |
| ---- | ------------------- | ------------- | -------- |
| 1    | Eddy Merckx         | Faemino-Faema | 5h37'00" |
| 2    | Costantino Conti    | Scic          | a 4"     |
| 3    | Marino Basso        | Molteni       | a 28"    |
| 4    | Franco Bitossi      | Filotex       | s.t.     |
| 5    | Marcello Bergamo    | Filotex       | s.t.     |
| 6    | Roger De Vlaeminck  | Flandria-Mars | s.t.     |
| 7    | Felice Gimondi      | Salvarani     | s.t.     |
| 8    | Jean-Pierre Monseré | Flandria-Mars | s.t.     |
| 9    | Italo Zilioli       | Faemino-Faema | s.t.     |
| 10   | Gösta Pettersson    | Ferretti      | s.t.     |